# Oederastria ectorhoda
Oederastria ectorhoda är en fjärilsart som beskrevs av George Francis Hampson 1902. Oederastria ectorhoda ingår i släktet Oederastria och familjen nattflyn. Inga underarter finns listade i Catalogue of Life.